# Slave (Amen)
Slave è il primo album in studio del gruppo musicale statunitense Amen, pubblicato nel 1994 dalla Drag-U-La Records.
Ai tempi della pubblicazione il gruppo era formato dal solo cantante Casey Chaos. L'album fu stampato in sole 2000 copie, ma è attualmente scaricabile dal sito ufficiale dell'etichetta Refuse.

## Tracce
1. Slave – 2:55
2. Freak-Down – 2:31
3. Bleed to Know – 3:03
4. L.A. Decorum – 0:57
5. Operate – 3:43
6. Like You Burn – 3:42
7. Safety in Suicide – 3:30
8. Monkey – 4:46
9. Burning Rubber – 1:45
10. Valley of the Dogs – 4:34
11. Shut Up! – 2:16
12. Celebrate Annihilation – 3:28
13. Jitterbug #9 – 1:35
14. A Message to the Masses – 3:22
15. This Drained Divine – 4:53
16. Excommunicamus – 6:13

### Bonus tracks
1. Coma America – 2:21
2. Whores of Hollywood – 2:53
3. Destroy Rock 'n' Roll – 1:56
4. Life Crime – 2:10
5. Deformer – 2:49
6. Hands of Cancer – 5:03
7. Drive – 3:24

## Formazione
- Casey Chaos - voce, chitarra, basso, batteria